# Undulacja
Undulacja – odstęp (różnica wysokości) pomiędzy geoidą a elipsoidą. Undulacja ma znaczenie przy pomiarach GPS,
{\displaystyle h=H+N,}
gdzie:
{\displaystyle h} – wysokość elipsoidalna,
{\displaystyle H} – wysokość ortometryczna geoidy,
{\displaystyle N} – odstęp.